# Нитрозил(тетракарбонил)марганец
Нитрозил(тетракарбонил)марганец — металлоорганическое соединение,
карбонильный комплекс марганца
состава Mn(CO)4NO,
тёмно-красная жидкость,
на воздухе легко окисляется.

## Получение
- Реакция гидридопентакарбонилмарганца и N-нитрозо-N-метил-п-толуолсульфамида:

{\displaystyle {\mathsf {Mn(CO)_{5}H+CH_{3}(NO)N{\text{-}}SO_{2}C_{6}H_{4}CH_{3}\ {\xrightarrow {}}\ }}}
{\displaystyle {\mathsf {{\xrightarrow {}}\ Mn(CO)_{4}NO+CO+CH_{3}NHSO_{2}{\text{-}}C_{6}H_{4}CH_{3}}}}

## Физические свойства
Нитрозил(тетракарбонил)марганец образует тёмно-красную, легко окисляющуюся жидкость.
Растворяется в большинстве органических растворителях.
Ядовита.

## Химические свойства
- Разлагается на свету, образуя смесь продуктов Mn2(CO)10, Mn(CO)(NO)3, Mn2(CO)7(NO)2.